# Sarisa

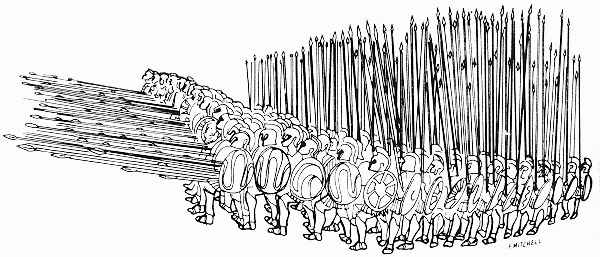
Falange macedonia usando la sarisa

La sarisa (en griego antiguo: σάρισα, romanizado: sárissa) era una larga pica de 3 a 7 metros de longitud (aunque la media era de 6), usada como arma principal de la falange macedonia. 

## Historia
Homero, en relación con Héctor y Áyax, y Jenofonte, en relación con los cálibes, ya informan de la existencia de lanzas de longitud excepcional.
Es posible que Filipo II tomara prestado su uso de los tribalios, a los que combatió en 339 a. C.: según Demóstenes, fue alcanzado en el muslo con una sarisa, aunque el uso del término podría ser un anacronismo. La primera mención de una sarisa usada por los macedonios procede de Plutarco en relación con la batalla de Queronea, pero la llevaban los jinetes. Por otra parte, los primeros restos de una punta de hierro de sarisa, fechados sin lugar a dudas, se asocian a la batalla de Queronea.
Filipo instó a sus hombres a utilizar estas formidables picas sujetándolas con ambas manos. La nueva táctica fue imparable, y cuando terminó el reinado de Filipo en el 336 a. C., el anteriormente frágil reino macedonio ya controlaba toda Grecia, así como las regiones de Epiro y Tracia.
La primera batalla en la que la sarisa desempeñó un papel decisivo fue la del Gránico, ganada por Alejandro Magno al ejército aqueménida en 334 a. C.: la longitud de la sarisa permitió a los macedonios, aunque superados en número por sus enemigos, rechazar la embestida persa.
En el terreno anecdótico, cabe señalar que, según narra Lucio Flavio Arriano en la Anábasis, Alejandro Magno, borracho, mató a su amigo Clito con una sarisa.

## Características

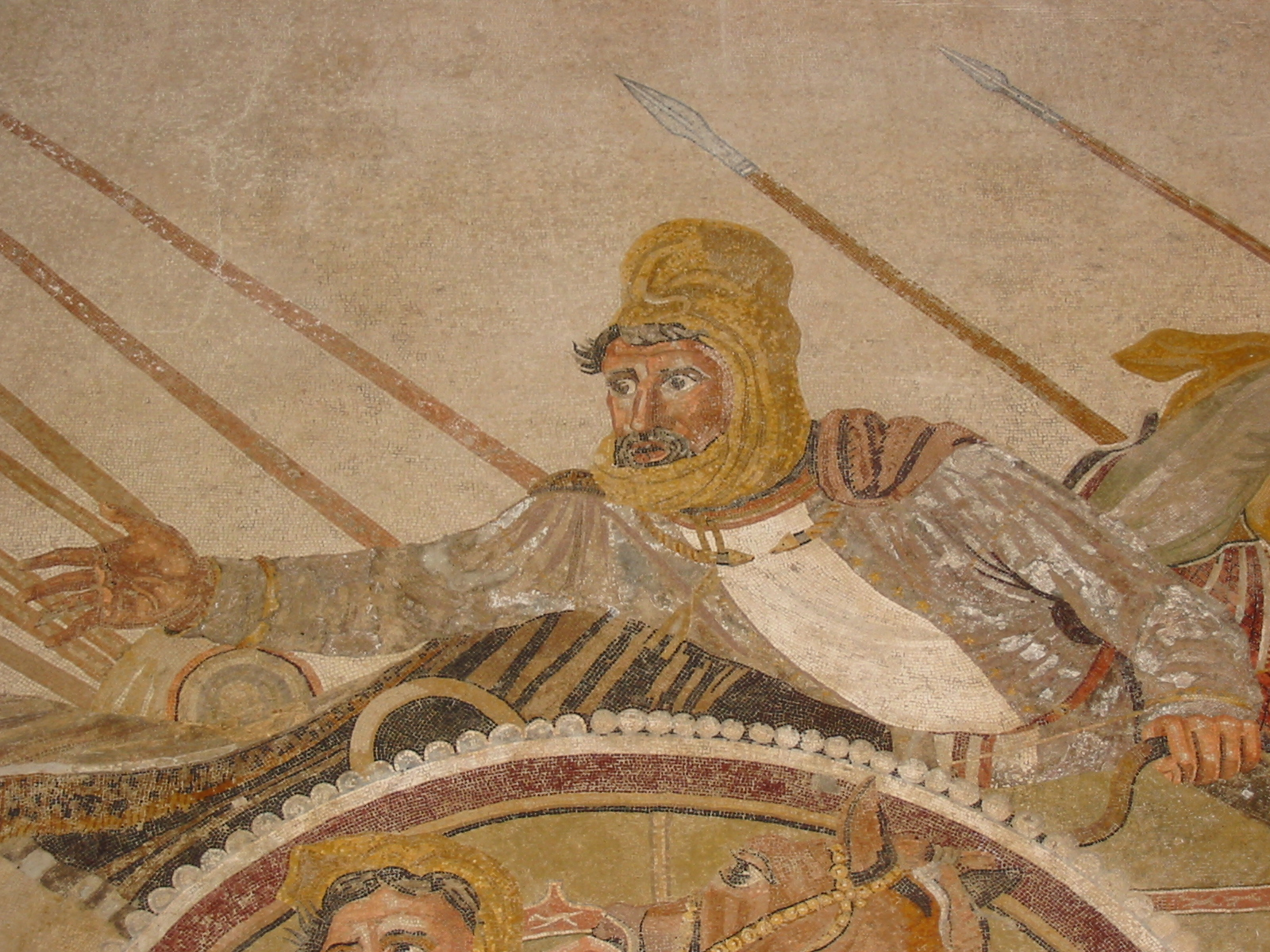
Detalle del mosaico de Issos mostrando sarisas.

La sarisa estaba provista de una punta de hierro en cada extremo: en el superior, una punta en forma de hoja o alargada; en el otro extremo, una punta más corta, que podía anclarse en el suelo para detener las cargas del enemigo. Diodoro Sículo menciona las puntas de hierro durante la campaña de Alejandro en la India, mientras que el mosaico de Issos muestra puntas de hierro de la sarisa. La pica estaba lo suficientemente afilada como para atravesar un escudo enemigo[5]. Para fabricar la sarisa se utilizaba una punta de hierro de 45 cm de longitud. En la tumba de Filipo II en Vergina se halló una punta de hierro de 45 cm. Su descubridor, Manolis Andronicos, la atribuye a una sarisa. Pero podría ser un arma ceremonial y no una verdadera arma de guerra. Según algunos investigadores, el punto principal sería por tanto de tamaño reducido (entre 10 y 15 cm) si nos referimos en particular al mosaico de Alejandro.
Existe cierto debate sobre la madera utilizada originalmente para formar el astil de la sarisa. Una antigua tradición histórica afirma que la sarisa se tallaba en madera del cornejo macho, una madera densa y flexible que, al parecer, introdujo en Atenas Jenofonte, de regreso de Asia tras su Anábasis, y cuyo uso se extendió posteriormente a Macedonia. Su uso estaba tan extendido en Grecia que, en el siglo IV y el siglo II a. C., el término se utilizaba en poesía para la palabra «lanza». En cualquier caso, el cornejo se utilizaba para formar el asta del xyston, la lanza de los hetairoi a caballo.
Pero otra tradición afirma que la madera utilizada era el fresno, que es tan flexible y fuerte como el cornejo macho. Se basa en un texto de Estacio, poeta latino del I, que escribe que los macedonios blandían lanzas hechas de fresno. Puede cuestionarse la fiabilidad del relato de Estacio sobre el equipamiento militar, pero es la única fuente antigua explícita sobre la madera utilizada para la sarisa. El uso de fresno era habitual en la Antigüedad, y Macedonia estaba bien abastecida de fresno en aquella época. La suposición de que la sarisa estaba hecha de cornejo procede de una interpretación errónea de un texto de Teofrasto, quien escribe que la altura del cornejo macho corresponde a la longitud de la sarisa más larga.
En sus inicios, la sarisa medía entre 4,6 y 5,3 m de largo (según Teofrasto, Arriano y Asclepiodoto), con un peso inicial de 7 kg. Se alargó hasta los 7,6 m a partir del primer cuarto del siglo II a. C., según Polibio y Tito Livio. La cuestión que se plantea es saber si la sarisa contaba con un astil recto y macizo de semejante longitud, por lo que las dos piezas estarían unidas mediante un anillo metálico, del que se encontró un ejemplar en la tumba de Filipo II.

## Principios tácticos

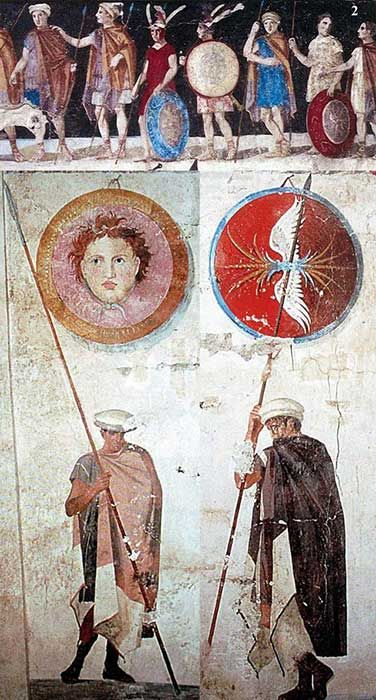
Detalle de un fresco de una tumba de la necrópolis de Agios Atanasios que muestra a guerreros macedonios llevando la sarisa. Salónica, finales del

Cuando los portadores de sarisa se disponían en falange, las sarisas de las cinco primeras filas (de las 16 filas iniciales) sobresalían más allá de la primera fila, formando un muro de picas. Los sarisas de las cinco primeras filas se llevaban así horizontalmente, mientras que los de las últimas filas se llevan verticalmente, protegiendo así la formación de las líneas opuestas, con el propósito adicional de desviar las flechas. La longitud de la sarisa permitía mantener a distancia a la infantería contraria y detener las cargas de la caballería, presentando al adversario un seto impenetrable de picas prácticamente invencible desde el frente. Gracias a esta arma, la armadura ya no era realmente necesaria, pues los adversarios de la falange eran repelidos implacablemente por esta masa infranqueable de hierro y madera antes de que pudieran asestar un golpe a los falangitas. Así pues, la sarisa permitía reclutar a un gran número de soldados con un coste menor, ya que solo necesitaban su lanza y una armadura ligera. El falangita solo llevaba la sarisa durante las batallas campales y utilizaba la lanza tradicional, el xyston, para otras misiones.
La caballería macedonia (compañeros o prodromoi, también conocidos como sarísofos) podía ir equipada con sarisas, en lugar del xyston, lo que les daba ventaja en la carga frontal, incluso contra hoplitas. La lanza se sujetaba en el centro y, como se muestra en el sarcófago de Alejandro y en el mosaico de Issos, el golpe se asestaba en posición alta o baja.